# Karakouz
Le karakouz (arabe : كراكوز) est un genre théâtral satirique d'ombres, directement inspiré du Karagöz turc (قاره گوز), dont les débuts en Tunisie remontent au XVIe siècle. Il est introduit par les Ottomans qui règnent sur la régence de Tunis durant plusieurs siècles. Selon les récits de voyages, le karakouz est joué en turc jusqu'au début du XIXe siècle avant de passer au dialecte tunisien,.
Il fait appel à des marionnettes : Karakouz est le nom du héros de ce théâtre, un personnage semblable au Polichinelle occidental. Il incarne le stéréotype d'une personne illettrée, étrange dans sa façon de s'habiller, de parler et de se comporter en société, et sujet de rires et de moqueries. Alexis Trouvé le décrit en 1898 comme « un bien vilain bonhomme, dont l'éducation et les mœurs laissent fort à désirer ». Son complice, appelé Haziouaz, appartient à la classe éduquée et s'exprime avec des termes poétiques recherchés. Les autres personnages incluent des fonctionnaires, un fumeur de kif, la Française Madama, Salbi, Nina, le vendeur de baklawas et l'agha d'origine albanaise.
Ce type de spectacle joue fortement sur les doubles significations, le calembour, la satire et la caricature. Parmi les thématiques traitées figurent la superstition populaire, la sexualité ou encore les femmes. Beaucoup de cheikhs tunisiens des XIXe et XXe siècles dénoncent ou déconseillent le karakouz pour des motifs religieux[réf. nécessaire], en raison du caractère obscène de certaines scènes. Trouvé évoque l'interdiction de certaines scènes pour leur irrespect vis-à-vis des ministres ou du bey lui-même.
Il connaît pourtant son apogée sous le protectorat français, avec des spectacles donnés toute l'année mais surtout durant le mois de ramadan dans le quartier tunisois de Halfaouine.